# Irani Barbosa
Irani Vieira Barbosa (Belo Horizonte, 22 de setembro de 1950 — Belo Horizonte, 23 de dezembro de 2020) foi um político brasileiro do estado de Minas Gerais.
Desde 1983 exerceu os cargos de vereador na cidade de Belo Horizonte, deputado federal e deputado estadual por Minas Gerais.
Em agosto de 2016, enquanto era candidato à prefeitura de Ribeirão das Neves, pelo Movimento Democrático Brasileiro, foi preso em flagrante por porte ilegal de armas, depois de se envolver em uma briga trânsito e ameaçar um motociclista com uma arma. Foi depois liberado mediante pagamento de fiança.
Era pai do deputado estadual Iran Barbosa.
Morreu em 23 de dezembro de 2020 em Belo Horizonte, aos 70 anos, de COVID-19.